# آشپزی لری
آشپزی لُری به غذاها و شیوه‌های طبخی گفته می‌شود که توسط مردم لُر برای تهیهٔ خوراک انجام می‌شود. آشپزی لُری از اقلیم و کشاورزی منطقهٔ زاگرس مایه گرفته و شباهت بسیاری با آشپزی کردی و ارمنی دارد. فهرستی از غذاها و خوراکی‌های لُری در زیر دیده می‌شود:

## فرهنگ خوراک
فرهنگ خوراک در میان مردم لُر از مسائل مختلفی ماند اقتصاد و طبیعت متأثر است. منوچهر لمعه به نقش نان در فرهنگ غذایی مردم لُر اشاره کرده و نوشته که در عشایر لُر منطقهٔ کهگیلویه و بویراحمد مردمی که بسیار فقیر هستند نان خالی می‌خورند. مردمی که فقیرند نان و پیاز و همین‌طور بر اساس سلسله‌مراتب طبقاتی نان با سبزی و لبنیات خورده می‌شود و در میان بخش‌های مرفه‌تر عشایر غذاها به غذاهای شهر نزدیک می‌شود.

## آش‌ها
منوچهر لمعه از جمله غذاهای مرسوم در میان عشایر کهگیلویه و بویراحمد به انواع آش (در لُری شوله) مانند آش ماست، آش شیر، آش دوغ، شوله شیری، شوله بادامی، شوله ناردونگی اشاره می‌کند. همچنین از غذاهایی مانند آبگوشت، حلیم (هَریسه)، یخنی، فرنی، خوراک قارچ (تهیه‌شده از قارچ‌های خودروی کوهستان) و کباب بختیاری می‌کند.
- آش شله ماش، دورود
- آش کشک[۴]
- آش ترخینه
- آش کلونک، الیگودرز
- آش دنورو
- آش ورکواز
- آش پرشکه
- آش کاردین

## کباب‌ها
لمعه می‌گوید در گهگیلویه و بویراحمد رسم این است که جوجه به صورت درسته به سیخ کشیده شود که این غذا را در تهران کباب بختیاری می‌نامند. ولی اگر مرغ یا خروس بزرگ باشد آن را تکه‌تکه می‌کنند. سیخ‌ها معمولاً فلزی هستند، اما از شاخه‌های بلند، باریک و تراشیده نیز استفاده می‌شود.
- دنده کباب
- جگر وز
- کباب بروجردی
- کباب بختیاری

## خورش‌ها
- خورش قلیه ترش[۵]

## پلو و چلو
- زیر برنجی (آش گوشت، چلو گوشت)

## دلمه‌ها
- سغدو (دلمهٔ سیرابی و شیردون)
- دلمه برگ مو، بروجرد

## نان‌ها
به گفتهٔ منوچهر لمعه نان گندم رایج‌ترین نان در عشایر کهگیلویه‌و بویراحمد است. این نان شبیه به نان لواش و اندکی از آن کلفت‌تر است و شکل دایره‌ای و قوامی نرم دارد. به گفتهٔ او در هر منزل تنوری به شکل چاله برای پخت نان وجود دارد. وی به جز این نان، از نان گرده، نان بلوط (کَلج) و نان قندی به عنوان دیگر نان‌های منطقهٔ کهگیلویه و بویراحمد نام می‌برد.
- چزنک رغو
- نان ساجی
- نان تیری
- کلک (کلج)
- گرده

## کوکو
- شامی کوو

## غذای سریع
- قل قله سیو
- آب‌دوغ‌خیار

## غلات
- پرتله

## حلواها
- جوجوش
- الفه

## تنقلات
- قاویت

## نوشیدنی‌ها
- دوغ

## آثار مرتبط
- ف‍ردی ب‍ی‍ران‍ون‍د، م‍ع‍ص‍وم‍ه، طب‍اخ‍ی، خ‍رم‌آب‍اد: اف‍لاک، ۱۳۸۴.
- آزادبخت، حشمتعلی، خواردنی‌های محلی لرستان، کوهدشت: پیشوک‏‫، ۱۴۰۱.
- پاک‍دل، ب‍ه‍زاد، غ‍ذاه‍ای ب‍وم‍ی ل‍رس‍ت‍ان‌، خ‍رم‌آب‍اد: شاپورخواست، ۱۳۸۵.